# Marruecos en los Juegos Olímpicos de Tokio 1964
Marruecos estuvo representado en los Juegos Olímpicos de Tokio 1964 por un total de 20 deportistas masculinos que compitieron en 4 deportes.
El equipo olímpico marroquí no obtuvo ninguna medalla en estos Juegos.